# Andreu Martorell Coll
Andreu Martorell Coll (Barcelona, 29 d'abril de 1922) va ser un ciclista mallorquí que va córrer entre 1939 i 1949. Nascut a Catalunya, als 4 anys ja va anar a viure a Palma.

## Palmarès
- 1940
  - 6è a la Volta a Mallorca
- 1942
  - Campió de les Balears en Resistència

### Resultats a la Volta a Espanya
- 1942. Abandona (3a etapa)[2]